# Звенигородский детинец
Звенигородский детинец — древнейшая и центральная часть укреплений древнерусского Звенигорода, столицы удельного княжества в Галицкой земле.

## История
Звенигород был впервые упомянут в летописи под 1086 годом в связи с убийством в его окрестностях князя Ярополка Изяславича. Однако судя по археологическим находкам, первые поселения на территории Звенигорода возникли ещё в X веке, тогда как укрепления строились, по-видимому, в середине либо во второй половине XI века. В конце XI — начале XII веков Звенигород был стольным городом Володаря Ростиславича. Позже звенигородский удел иногда получали младшие галицкие князья. Город имел важное стратегическое значение, поскольку находился на пути из Киева на Волынь. В 1146 году звенигородцы отразили нападение на город великого князя киевского Всеволода Ольговича. В 1211 году Звенигород был взят в результате осады венгро-польско-волынскими войсками. В 1237 году князь Даниил Романович Галицкий неудачно осаждал Звенигород. Развитие Звенигорода было прервано нашествием Батыя в 1241 году.

## Описание

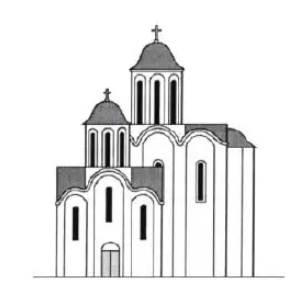
Графическая реконструкция каменного храма Звенигорода

Остатки сильно разрушенного городища занимают возвышение среди болотистой низины, где три притока сливаются в реку Белка. Четырёхугольный в плане детинец площадью 3 га (по другим данным — 8 га) находится на невысоком берегу в юго-западной части поселения. До нашего времени дошли лишь небольшие отрезки валов и рвов, окружавших его некогда по периметру. С востока и севера к детинцу примыкал окольный город площадью около 13 га. Вокруг укреплённой части города располагались открытые селища-посады (в урочищах Загородище, Стяги, Замосточье и других).
Раскопки на городище Звенигорода в разное время проводили И. К. Свешников, Г. М. Власова, В. С. Шеломенцев-Терский, А. А. Ратич. В детинце были обнаружены фундаменты небольшого (12,5 x 10,5 м) трёхнефного каменного храма с пристроенной к нему усыпальницей. К северо-востоку от храма были найдены Г-образные в плане фундаменты дворцового помещения. Археологами было найдено множество остатков жилищ, а также много погребений древнерусского периода, в том числе в каменных ящиках и саркофагах. К находкам также относятся мастерские разнообразных ремесленников, предметы вооружения, украшения и так далее. В коллекции вещей — золочёный крест-энколпион, семь древнерусских свинцовых печатей и византийская монета XI века. На посаде крепости впервые на территории Юго-Западной Руси были найдены берестяные грамоты.